# Lieutenant-gouverneur d'Hawaï
Le lieutenant-gouverneur d'Hawaï ou gouverneur adjoint d'Hawaï est en même temps le secrétaire d'État d'Hawaï et le numéro deux de cet État américain et de ses divers organismes et agences gouvernementales comme prévu par la constitution de l'État dans l'article V / sections 2 / alinéa 6. 
L'actuelle lieutenante-gouverneure est la démocrate Sylvia Luke, en fonction depuis le 5 décembre 2022.

## Fonctions et élection
Il est élu au suffrage universel direct en même temps que le gouverneur d'Hawaï, le gouverneur adjoint est par conséquent du même parti que le gouverneur élu. Le lieutenant-gouverneur devient gouverneur par intérim en l'absence du gouverneur ou si le gouverneur est dans l'incapacité d'occuper ses fonctions. En sa capacité de secrétaire d'État d'Hawaï, le lieutenant-gouverneur est le responsable des élections.
Le lieutenant-gouverneur d'Hawaï ne peut être élu que pour deux mandats de quatre ans chacun. Son intronisation a lieu le premier lundi en décembre à la suite de l'élection du gouverneur. Il ou elle doit être âgé(e) de trente ans et être résident d'Hawaï pendant cinq années consécutives précédent l'élection. Contrairement à d'autres États, le poste du lieutenant-gouverneur d'Hawaï est un poste à plein temps qui interdit de pratiquer d'autres professions ou des postes rémunérés pendant la durée du mandat.

## Liste des lieutenants-gouverneurs d'Hawaï
| #   | Nom                                | Parti       | Dates du mandat | Dates du mandat |
| --- | ---------------------------------- | ----------- | --------------- | --------------- |
| 1er | James Kealoha (en)                 | Républicain | 1959            | 1962            |
| 2e  | William S. Richardson (en)         | Démocrate   | 1962            | 1966            |
| 3e  | Andrew T. F. Ing (en)              | Démocrate   | 1966            | 1966            |
| 4e  | Thomas Gill (homme politique) (en) | Démocrate   | 1966            | 1970            |
| 5e  | George Ariyoshi                    | Démocrate   | 1970            | 1974            |
| 6e  | Nelson Doi (en)                    | Démocrate   | 1974            | 1978            |
| 7e  | Jean King (en)                     | Démocrate   | 1978            | 1982            |
| 8e  | John Waihee III (en)               | Démocrate   | 1982            | 1986            |
| 9e  | Ben Cayetano                       | Démocrate   | 1986            | 1994            |
| 10e | Mazie Hirono                       | Démocrate   | 1994            | 2002            |
| 11e | James Aiona                        | Républicain | 2002            | 2010            |
| 12e | Brian Schatz                       | Démocrate   | 2010            | 2012            |
| 13e | Shan Tsutsui                       | Démocrate   | 2012            | 2018            |
| 14e | Doug Chin (en)                     | Démocrate   | 2018            | 2018            |
| 15e | Josh Green                         | Démocrate   | 2018            | 2022            |
| 16e | Sylvia Luke (en)                   | Démocrate   | 2022            | en cours        |